# كوكاتو سلموني العرف
كوكاتو سلموني العرف هو نوع من طائر الكوكاتو متوطن في جزيرة سيرام شرق إندونيسيا.